# 瓦尔若塔
瓦尔若塔是巴西塞阿拉州的一个市镇。总面积179.255平方公里，总人口16851人，人口密度94人/平方公里。